# Softball a 2008. évi nyári olimpiai játékokon
A 2008. évi nyári olimpiai játékokon a softballtornát augusztus 12. és 21. között rendezték meg.

## Éremtáblázat
| A 2008. évi nyári olimpiai játékok éremtáblázata softballban | A 2008. évi nyári olimpiai játékok éremtáblázata softballban | A 2008. évi nyári olimpiai játékok éremtáblázata softballban | A 2008. évi nyári olimpiai játékok éremtáblázata softballban | A 2008. évi nyári olimpiai játékok éremtáblázata softballban | Olimpia  |
| ------------------------------------------------------------ | ------------------------------------------------------------ | ------------------------------------------------------------ | ------------------------------------------------------------ | ------------------------------------------------------------ | -------- |
|                                                              | Ország                                                       | Arany                                                        | Ezüst                                                        | Bronz                                                        | Összesen |
| 1.                                                           | Japán (JPN)                                                  | 1                                                            | 0                                                            | 0                                                            | 1        |
|                                                              |                                                              |                                                              |                                                              |                                                              |          |
| 2.                                                           | Egyesült Államok (USA)                                       | 0                                                            | 1                                                            | 0                                                            | 1        |
|                                                              |                                                              |                                                              |                                                              |                                                              |          |
| 3.                                                           | Ausztrália (AUS)                                             | 0                                                            | 0                                                            | 1                                                            | 1        |
|                                                              |                                                              |                                                              |                                                              |                                                              |          |
| Összesen                                                     | Összesen                                                     | 1                                                            | 1                                                            | 1                                                            | 3        |

## Érmesek
| A 2008. évi nyári olimpiai játékok érmesei softballban | A 2008. évi nyári olimpiai játékok érmesei softballban | A 2008. évi nyári olimpiai játékok érmesei softballban | A 2008. évi nyári olimpiai játékok érmesei softballban |
| --- | --- | --- | ------------------------------------------------------ |
| Arany | Ezüst | Bronz |                                                        |
| Japán (JPN) | Egyesült Államok (USA) | Ausztrália (AUS) |                                                        |
| Emoto Nao Fudzsimoto Motoko Hirosze Megu Inui Emi Itó Szacsiko Karino Ajumi Mabucsi Szatoko Mine Jukijo Misina Maszumi Nisijama Rei Szakai Hiroko Szató Rie Szomeja Mika Ueno Jukiko Jamada Eri | Monica Abbott Stacey Nuveman Crystl Bustos Jennie Finch Laura Berg Lauren Lappin Lovieanne Jung Cat Osterman Tairia Flowers Andrea Duran Jessica Mendoza Victoria Galindo Kelly Kretschman Caitlin Lowe Natasha Watley | Jodie Bowering Kylie Cronk Kelly Hardie Tanya Harding Sandy Lewis Simmone Morrow Tracey Mosley Stacey Porter Melanie Roche Justine Smethurst Danielle Stewart Natalie Titcume Natalie Ward Belinda Wright Kerry Wyborn |                                                        |

## Lebonyolítás
A 8 résztvevő egy csoportban szerepelt, a csoport végeredményét körmérkőzések döntötték el. Az első négy helyezett jutott tovább az elődöntőbe, ahol az első és a második, valamint a harmadik és negyedik helyezett játszott egymással. Az első és második helyezett mérkőzésének győztese a döntőbe került. A vesztes a harmadik és negyedik helyezett győztesével újabb mérkőzést játszott a döntőbe jutásért.

## Csoportkör
| Csapat           | M | Gy | V | P+ | P– | Pk  |
| ---------------- | - | -- | - | -- | -- | --- |
| Egyesült Államok | 7 | 7  | 0 | 53 | 1  | +52 |
| Japán            | 7 | 6  | 1 | 23 | 13 | +10 |
| Ausztrália       | 7 | 5  | 2 | 30 | 11 | +19 |
| Kanada           | 7 | 3  | 4 | 17 | 23 | –6  |
| Tajvan           | 7 | 2  | 5 | 10 | 23 | –13 |
| Kína             | 7 | 2  | 5 | 19 | 21 | –2  |
| Venezuela        | 7 | 2  | 5 | 15 | 35 | –20 |
| Hollandia        | 7 | 1  | 6 | 8  | 48 | –40 |

| 2008. augusztus 12. 9:30 |  | Tajvan (TPE) | 1–6 | Kanada |  |  |
| 2008. augusztus 12. 9:30 |  |              |     |        |  |  |

| 2008. augusztus 12. 12:00 |  | Venezuela (VEN) | 0–11 | Egyesült Államok |  |  |
| 2008. augusztus 12. 12:00 |  |                 |      |                  |  |  |

| 2008. augusztus 12. 17:00 |  | Hollandia (NED) | 2–10 | Kína |  |  |
| 2008. augusztus 12. 17:00 |  |                 |      |      |  |  |

| 2008. augusztus 12. 19:30 |  | Japán (JPN) | 4–3 | Ausztrália |  |  |
| 2008. augusztus 12. 19:30 |  |             |     |            |  |  |

| 2008. augusztus 13. 9:30 |  | Venezuela (VEN) | 1–7 | Kína |  |  |
| 2008. augusztus 13. 9:30 |  |                 |     |      |  |  |

| 2008. augusztus 13. 12:00 |  | Egyesült Államok (USA) | 3–0 | Ausztrália |  |  |
| 2008. augusztus 13. 12:00 |  |                        |     |            |  |  |

| 2008. augusztus 13. 17:00 |  | Tajvan (TPE) | 1–2 | Japán |  |  |
| 2008. augusztus 13. 17:00 |  |              |     |       |  |  |

| 2008. augusztus 13. 19:30 |  | Hollandia (NED) | 2–9 | Kanada |  |  |
| 2008. augusztus 13. 19:30 |  |                 |     |        |  |  |

| 2008. augusztus 14. 9:30 |  | Kína (CHN) | 1–3 | Ausztrália |  |  |
| 2008. augusztus 14. 9:30 |  |            |     |            |  |  |

| 2008. augusztus 14. 14:45 |  | Kanada (CAN) | 1–8 | Egyesült Államok |  |  |
| 2008. augusztus 14. 14:45 |  |              |     |                  |  |  |

| 2008. augusztus 14. 18:15 |  | Japán (JPN) | 3–0 | Hollandia |  |  |
| 2008. augusztus 14. 18:15 |  |             |     |           |  |  |

| 2008. augusztus 14. 20:30 |  | Tajvan (TPE) | 3–0 | Venezuela |  |  |
| 2008. augusztus 14. 20:30 |  |              |     |           |  |  |

| 2008. augusztus 15. 9:30 |  | Kína (CHN) | 0–1 | Kanada |  |  |
| 2008. augusztus 15. 9:30 |  |            |     |        |  |  |

| 2008. augusztus 15. 12:00 |  | Japán (JPN) | 0–7 | Egyesült Államok |  |  |
| 2008. augusztus 15. 12:00 |  |             |     |                  |  |  |

| 2008. augusztus 15. 17:00 |  | Tajvan (TPE) | 1–3 | Ausztrália |  |  |
| 2008. augusztus 15. 17:00 |  |              |     |            |  |  |

| 2008. augusztus 15. 19:30 |  | Venezuela (VEN) | 8–0 | Hollandia |  |  |
| 2008. augusztus 15. 19:30 |  |                 |     |           |  |  |

| 2008. augusztus 16. 9:30 |  | Kína (CHN) | 0–3 | Japán |  |  |
| 2008. augusztus 16. 9:30 |  |            |     |       |  |  |

| 2008. augusztus 16. 12:00 |  | Egyesült Államok (USA) | 7–0 | Tajvan |  |  |
| 2008. augusztus 16. 12:00 |  |                        |     |        |  |  |

| 2008. augusztus 16. 17:00 |  | Hollandia (NED) | 0–8 | Ausztrália |  |  |
| 2008. augusztus 16. 17:00 |  |                 |     |            |  |  |

| 2008. augusztus 16. 19:30 |  | Kanada (CAN) | 0–2 | Venezuela |  |  |
| 2008. augusztus 16. 19:30 |  |              |     |           |  |  |

| 2008. augusztus 17. 9:30 |  | Kína (CHN) | 1–2 | Tajvan |  |  |
| 2008. augusztus 17. 9:30 |  |            |     |        |  |  |

| 2008. augusztus 17. 12:00 |  | Japán (JPN) | 5–2 | Venezuela |  |  |
| 2008. augusztus 17. 12:00 |  |             |     |           |  |  |

| 2008. augusztus 17. 17:00 |  | Kanada (CAN) | 0–4 | Ausztrália |  |  |
| 2008. augusztus 17. 17:00 |  |              |     |            |  |  |

| 2008. augusztus 17. 19:30 |  | Egyesült Államok (USA) | 8–0 | Hollandia |  |  |
| 2008. augusztus 17. 19:30 |  |                        |     |           |  |  |

| 2008. augusztus 18. 9:30 |  | Hollandia (NED) | 4–2 | Tajvan |  |  |
| 2008. augusztus 18. 9:30 |  |                 |     |        |  |  |

| 2008. augusztus 18. 12:00 |  | Egyesült Államok (USA) | 9–0 | Kína |  |  |
| 2008. augusztus 18. 12:00 |  |                        |     |      |  |  |

| 2008. augusztus 18. 17:00 |  | Kanada (CAN) | 0–6 | Japán |  |  |
| 2008. augusztus 18. 17:00 |  |              |     |       |  |  |

| 2008. augusztus 18. 19:30 |  | Venezuela (VEN) | 2–9 | Ausztrália |  |  |
| 2008. augusztus 18. 19:30 |  |                 |     |            |  |  |

## Rájátszás
|  |           |                  |           |            |       |                    |                    |                    |   |  |       |       |       |
|  | Elődöntők | Elődöntők        | Elődöntők |            |       | A döntőbe jutásért | A döntőbe jutásért | A döntőbe jutásért |   |  | Döntő | Döntő | Döntő |
|  | Elődöntők | Elődöntők        | Elődöntők |            |       | A döntőbe jutásért | A döntőbe jutásért | A döntőbe jutásért |   |  | Döntő | Döntő | Döntő |
|  |           |                  |           |            |       |                    |                    |                    |   |  |       |       |       |
|  |           |                  |           |            |       |                    |                    |                    |   |  |       |       |       |
|  | 2         | Japán            | 1         |            |       |                    | 1                  | Egyesült Államok   | 1 |  |       |       |       |
|  | 2         | Japán            | 1         |            |       |                    | 1                  | Egyesült Államok   | 1 |  |       |       |       |
|  | 1         | Egyesült Államok | 4         |            |       |                    |                    |                    |   |  | 2     | Japán | 3     |
|  | 1         | Egyesült Államok | 4         |            |       |                    |                    |                    |   |  | 2     | Japán | 3     |
|  |           |                  |           | 2          | Japán | 4                  |                    |                    |   |  |       |       |       |
|  |           |                  |           | 2          | Japán | 4                  |                    |                    |   |  |       |       |       |
|  |           |                  | 3         | Ausztrália | 3     |                    |                    |                    |   |  |       |       |       |
|  |           |                  |           | Ausztrália | 3     |                    |                    |                    |   |  |       |       |       |
|  | 4         | Kanada           | 3         |            |       |                    |                    |                    |   |  |       |       |       |
|  | 4         | Kanada           | 3         |            |       |                    |                    |                    |   |  |       |       |       |
|  | 3         | Ausztrália       | 5         |            |       |                    |                    |                    |   |  |       |       |       |
|  | 3         | Ausztrália       | 5         |            |       |                    |                    |                    |   |  |       |       |       |
|  |           |                  |           |            |       |                    |                    |                    |   |  |       |       |       |

### Elődöntők
| 2008. augusztus 20. 9:30 |  | Japán (JPN) | 1–4 | Egyesült Államok |  |  |
| 2008. augusztus 20. 9:30 |  |             |     |                  |  |  |

| 2008. augusztus 20. 12:00 |  | Kanada (CAN) | 3–5 | Ausztrália |  |  |
| 2008. augusztus 20. 12:00 |  |              |     |            |  |  |

### A döntőbe jutásért
| 2008. augusztus 20. 17:00 |  | Japán (JPN) | 4–3 | Ausztrália |  |  |
| 2008. augusztus 20. 17:00 |  |             |     |            |  |  |

### Döntő
| 2008. augusztus 21. 18:30 |  | Egyesült Államok (USA) | 1–3 | Japán |  |  |
| 2008. augusztus 21. 18:30 |  |                        |     |       |  |  |

| A 2008. évi nyári olimpiai játékok softballtornájának olimpiai bajnoka |
| · JAPÁN · 1. cím                                                       |
| ---------------------------------------------------------------------- |

## Végeredmény
| Arany | Japán (JPN)            | 10 | 8 | 2 | 31 | 21 | +10 |  |  |
| Ezüst | Egyesült Államok (USA) | 9  | 8 | 1 | 58 | 5  | +53 |  |  |
| Bronz | Ausztrália (AUS)       | 9  | 6 | 3 | 38 | 18 | +20 |  |  |
| 4.    | Kanada (CAN)           | 8  | 3 | 5 | 20 | 28 | –8  |  |  |
|       |                        |    |   |   |    |    |     |  |  |
| 5.    | Tajvan (TPE)           | 7  | 2 | 5 | 10 | 23 | –13 |  |  |
| 6.    | Kína (CHN)             | 7  | 2 | 5 | 19 | 21 | –2  |  |  |
| 7.    | Venezuela (VEN)        | 7  | 2 | 5 | 15 | 35 | –20 |  |  |
| 8.    | Hollandia (NED)        | 7  | 1 | 6 | 8  | 48 | –40 |  |  |